# Willem Zwart
Willem Zwart (Warffum, 7 december 1867 – Amsterdam, 17 maart 1947) was een Nederlandse schilder, tekenaar en lithograaf.

## Leven en werk
Willem Zwart werd in het Groningse Warffum geboren als zoon van Derk Zwart en Grietje Folgers. Zijn vader oefende diverse beroepen uit waaronder dat van bakker, bloemist en koopman. Daarbij was hij ook alcoholist, voor zijn beide zonen reden om geheelonthouder te worden. Later noemde Willem zichzelf vaak Willem Dirk Zwart. 
Als kind was Willem al aangetrokken door de natuur in al zijn facetten. Het weidse Groningse landschap inspireerde hem als tiener al om het tekenpotlood te hanteren en schetsen te maken. In het weekend stapte hij regelmatig op zijn fiets om er met tekenattributen op uit te trekken. Al snel bleek dat hij talent had en na zijn middelbare school meldde hij zich bij de Academie Minerva in Groningen. Daar kreeg Zwart onder meer les van Johannes Hinderikus Egenberger, hoofdonderwijzer en directeur van Minerva. Les krijgen van Egenberger was iets bijzonders. Ook Otto Eerelman, Albert Hahn, Franciscus Hermanus Bach en bankierszoon Hendrik Willem Mesdag kregen onderricht van Egenberger. 
In 1892 verhuisde Willem naar Den Haag, in 1897 naar Amsterdam. Zwart werd lid van Arti et Amicitiae te Amsterdam waar hij vele kunstenaars leerde kennen die hem inspireerden. Naar aanleiding van de enthousiaste verhalen 
van de Veluwezoom schilders, verhuisde hij naar Arnhem waar hij in de periode 1914 tot 1927 woonde. 
Toch bleef het westen hem trekken wat resulteerde in een verhuizing naar Amsterdam (1897), gevolgd door Haarlem en voor de derde keer weer terug naar Amsterdam alwaar hij op 17 maart 1947 op bijna 80-jarige leeftijd overleed.
Willem trouwde 27 april 1898 in Arnhem met Marie Antonia Verschore. Uit dit huwelijk kwamen vijf kinderen voort.
Naast schilder was Willem lithograaf en tekenaar, onder andere van landschappen en stadsgezichten.